# نیکلاس دانیل
نیکلاس دانیل (انگلیسی: Nicholas Daniel؛ زادهٔ ۹ ژانویهٔ ۱۹۶۲) نوازنده ابوا و رهبر (موسیقی) اهل بریتانیا است. وی از سال ۱۹۸۰ میلادی تاکنون مشغول فعالیت بوده‌است.